# Castillo de La Calahorra

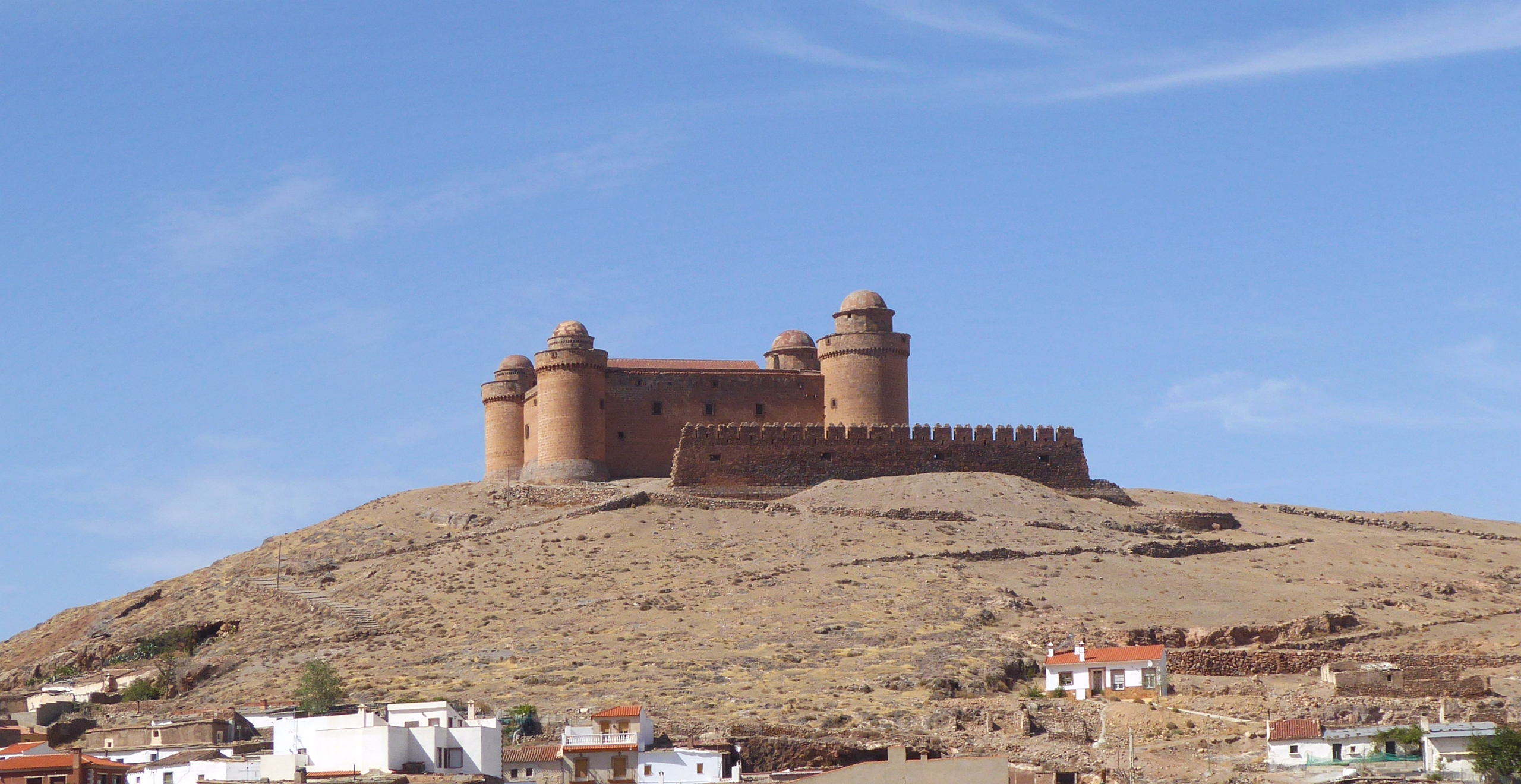
Castillo de La Calahorra dominierend oberhalb vom Ort La Calahorra

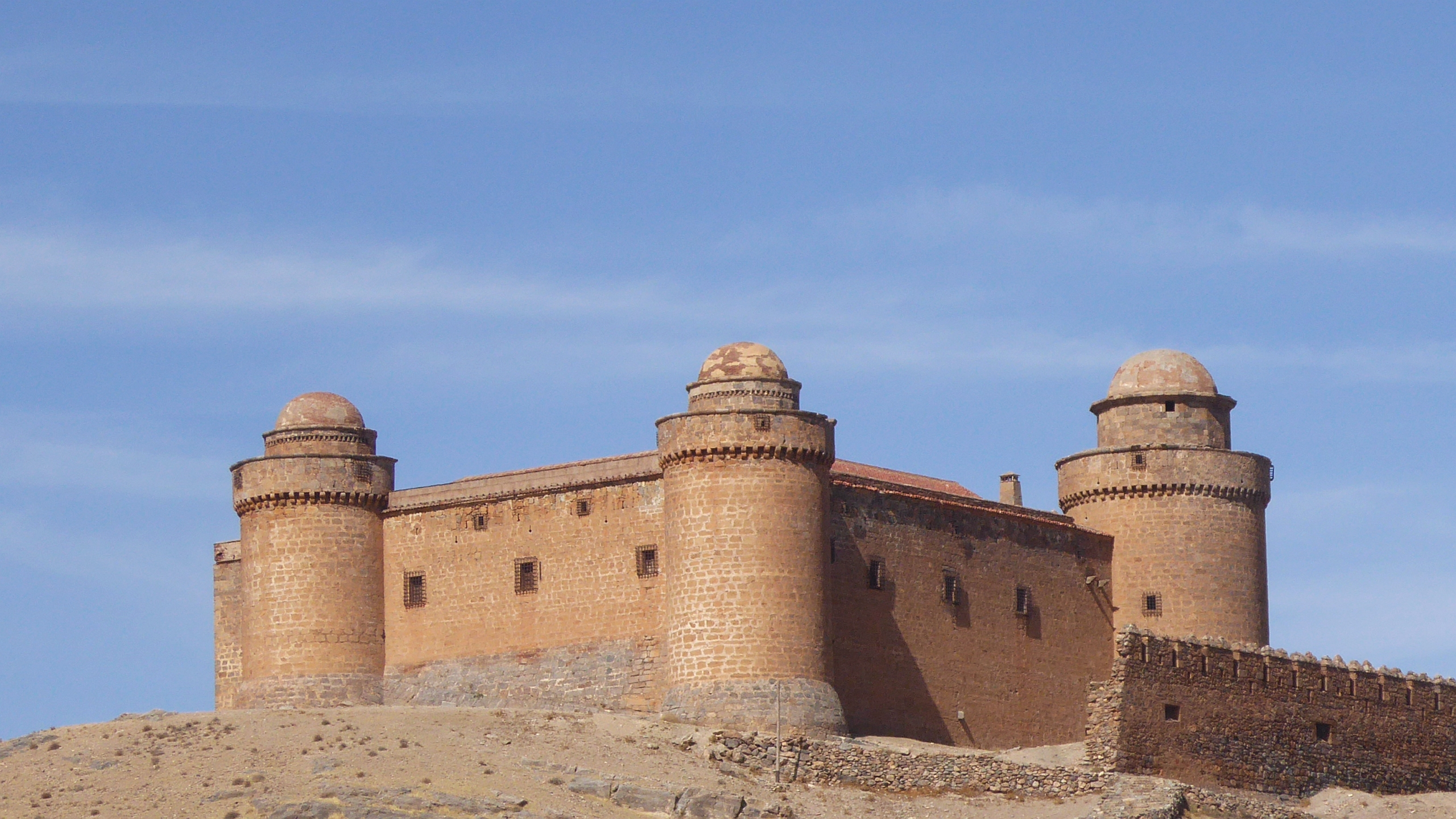
Castillo de La Calahorra (2016)

Das Castillo de La Calahorra ist eine Burg in La Calahorra, einer Gemeinde in der spanischen Provinz Granada der Autonomen Region Andalusien. Die im 16. Jahrhundert errichtete Burg, die sich auf einem Hügel 60 m höher als die Ortschaft und 1.310 Meter über Meeresniveau befindet, ist seit 1922 ein geschütztes Baudenkmal (Bien de Interés Cultural).

## Geschichte und Beschreibung

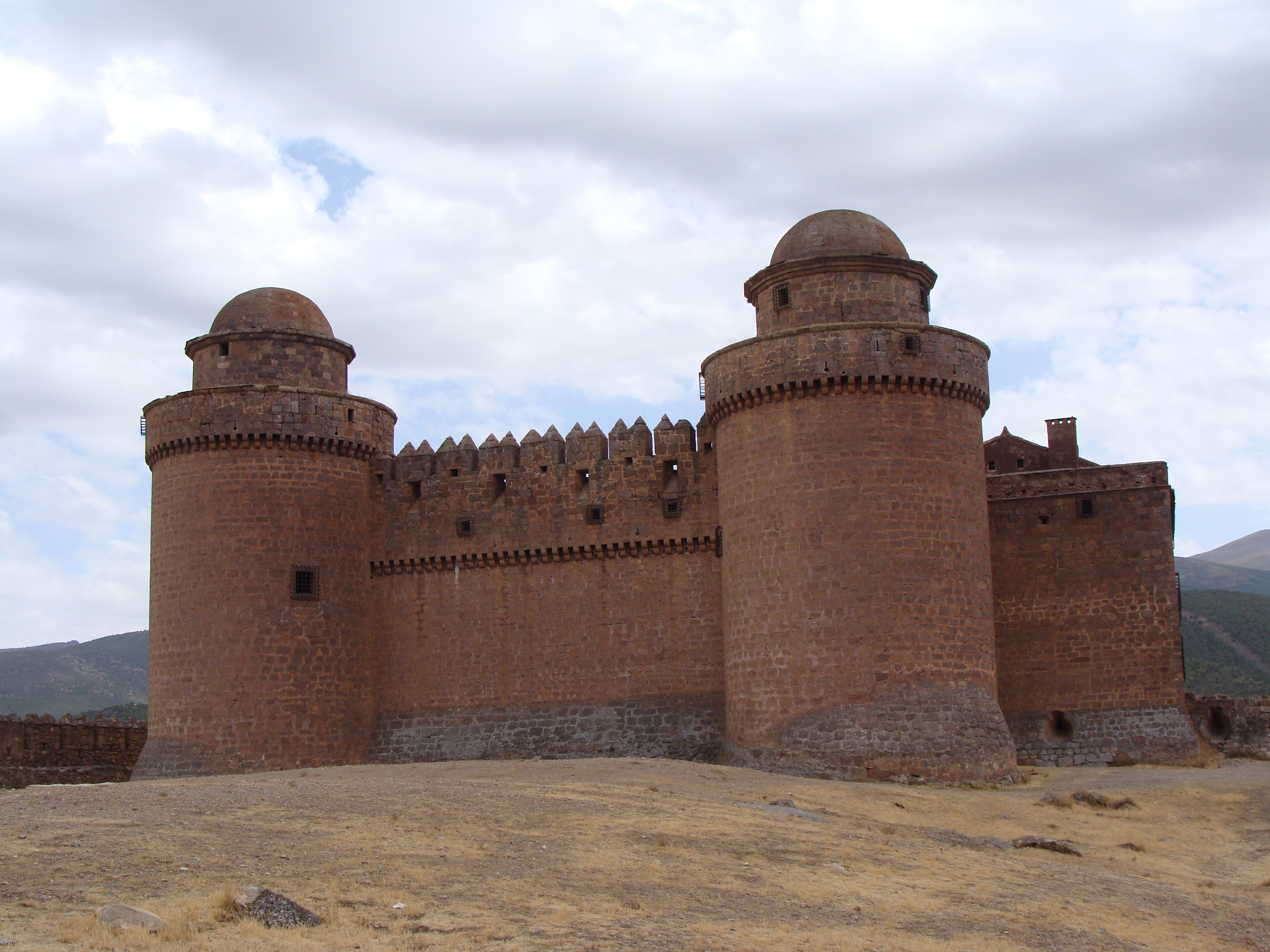
Burg von La Calahorra

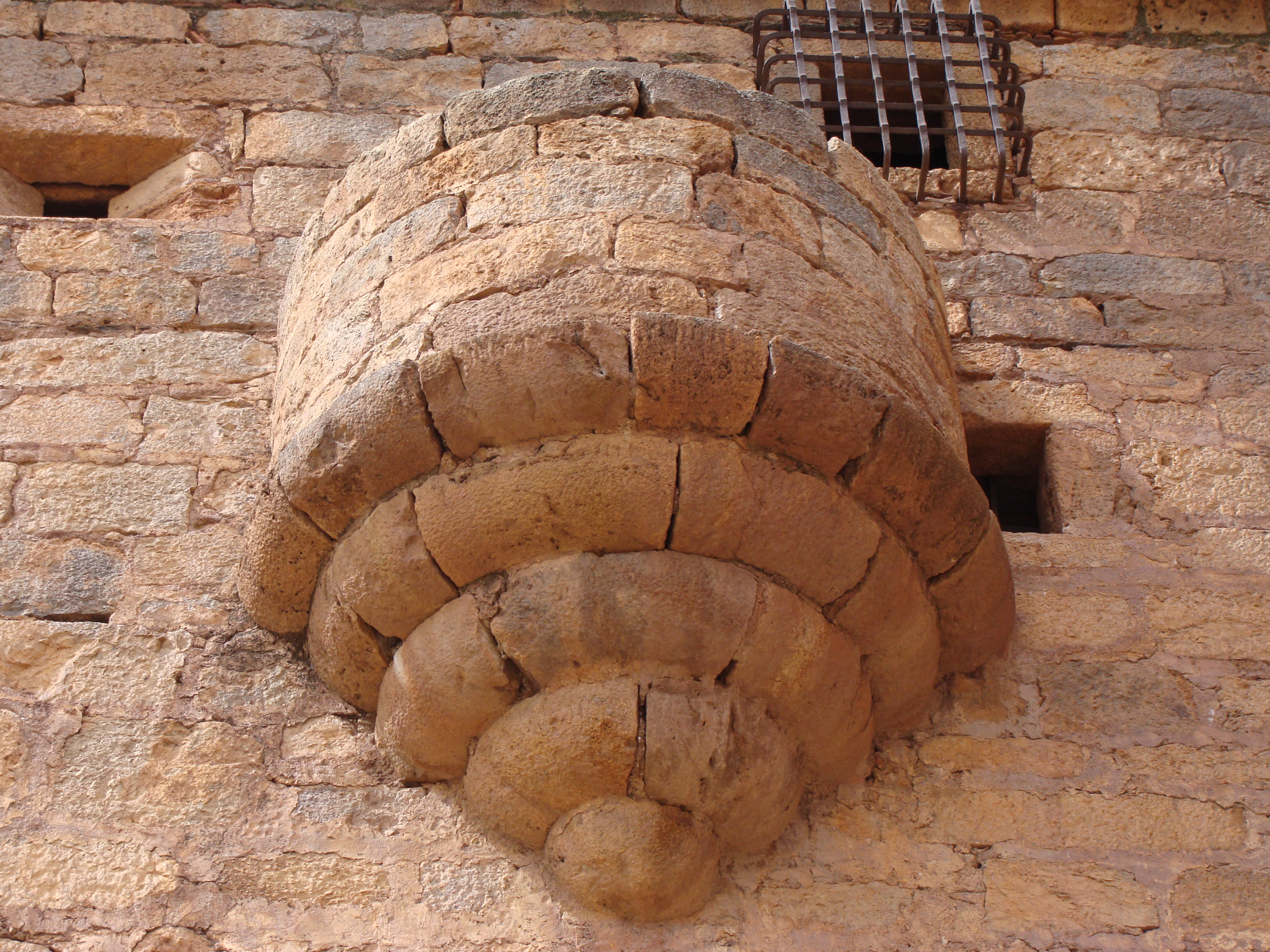
Erkerturm der Burg

Die Palastburg aus Quadermauerwerk eines regionalen Steinbruchs wurde in beachtlich kurzer Zeit von 1509 bis 1512 errichtet. Inwändig gestaltete man einen Palast in Anlehnung an den Stil der Renaissance, was für Spanien ungemein frühzeitig zu verzeichnen ist, weshalb dem Castillo de La Calahorra als bemerkenswertem spanischen Monument große Bedeutung zukommt. Der Erbauer war der Marquis Rodrigo Díaz de Vivar y Mendoza, genannt Don Rodrigo de Mendoza, ein illegitimer Sohn von Kardinal Mendoza. Der Bauherr brachte von seinen Reisen nach Italien von 1506 bis 1508 Baupläne und eine Bauzeichnung für den Innenhof sowie Entwürfe für Skulpturen zur Ausstattung seines Bauvorhabens mit. Er verlangte von dem mit der Bauführung beauftragten Architekten Lorenzo Vázquez eine strikte Orientierung an den italienischen Entwürfen. Darüber kam es zu einem Zerwürfnis zwischen ihm und dem Marquis von Cenete, so einer der Titel des Don Rodrigo de Mendoza, worauf dieser anschließend Architekt Michele Carlone aus Rovio zur weiteren Bauausführung nach den italienischen Plänen beauftragte.
Der Grundriss der Burg ist rechteckig mit den Außenmaßen 46 × 32 Meter und einem viereckigen Innenhof von 20 × 20 Metern. Die Mauerecken sind als Rundtürme ausgebildet mit Durchmessern von 10 und 13 Metern. Die Hauptachse des Bauwerks verläuft in Nord-Süd-Richtung; die Westflanke erhielt aus Verteidigungsgründen einen verstärkten Ausbau. Die Außenmauern besitzen Schießscharten für Geschütze und Erkertürme. In der Zeit der maurischen Angriffe von 1568 bis 1571 widerstand das Castillo den Angriffen und bot einigen Einwohnern von La Calahorra Zuflucht, während andere vor den Aufständischen flüchteten, was sich auch danach in gesunkenen Bevölkerungszahlen des Ortes bemerkbar machte.